# Tayeb Berramla
Tayeb Berramla (sinh ngày 6 tháng 1 năm 1985 ở Oran) là một cầu thủ bóng đá người Algérie. Anh hiện tại thi đấu ở vị trí tiền vệ cho JSM Skikda ở Giải bóng đá hạng nhì quốc gia Algérie.

## Sự nghiệp câu lạc bộ
Ngày 6 tháng 1 năm 2016, Berramla ký một bản hợp đồng cùng với MC Oran, gia nhập từ RC Relizane.

## Danh hiệu
- Vô địch Algerian League 1 lần cùng với JS Kabylie năm 2008
- Được lựa chọn là Cầu thủ trẻ xuất sắc nhất năm Algérie năm 2007 bởi DZFoot